# Sigismund von Schkoppe
Sigismund von Schkoppe (ur. 1600 w Lubinie, zm. 1670) – holenderski generał-lejtnant pochodzenia niemieckiego; gubernator generalny holenderskiej Brazylii.
Pochodził ze Śląska, tytułował się panem na Kresbergu i Gross-Kotzenau (obecnie Raków i Chocianów). W 1629 jako kapitan Kompanii Zachodnioindyjskiej przybył do Brazylii. W szeregach korpusu wojsk lądowych generała Diederika van Waenderburgha, uczestniczył w opanowaniu przez Holendrów Pernambuco.
W 1633 jako pułkownik objął dowództwo wojsk Kompanii Zachodnioindyjskiej w Brazylii. W 1634 dowództwo nad wojskami zostało powierzone Arciszewskiemu, który powrócił z Niderlandów, gdzie wyjechał w 1633 Brazylii, już w randze pułkownika. Schkoppe chciał wyjechać ale pozostał na prośbę Arciszewskiego, który zrzekł się dowodzenia, pozostając jego podwładnym. Wspólnie przyłączyli do kolonialnych posiadłości Kompanii nowe obszary – kapitanie Rio Grande i Paraíba. W 1638 gubernatorem holenderskiej kolonii został Johan Maurits van Nassau-Siegen, a Schkoppe opuścił Brazylię. W 1644, po dymisji hrabiego, mianowano go generałem lejtnantem wojsk Kompanii Zachodnioindyjskiej oraz nowym gubernatorem generalnym holenderskiej Brazylii.
Jego rządy przypadły na okres zamieszek i buntów: miejscowi plantatorzy, a oprócz nich niewolnicy i Indianie zorganizowali rebelię przeciwko Holendrom, którzy wycofali się do fortów, a następnie wycofali się do Pernambuco. Dowódca powstańców Andre de Negreios Vidal otoczył miasto i zmusił mieszkańców wraz z gubernatorem do kapitulacji. 26 stycznia 1654 roku Sigismund von Schkoppe podpisał kapitulację, po której powrócił do Holandii. W kraju został postawiony przed sądem wojennym, lecz uzyskał uniewinnienie.